# Portomaggiore
Portomaggiore es una comuna italiana situada en la provincia de Ferrara, en la región Emilia-Romagna en la mitad norte de la península italiana.

## Historia
El primer documento de Portomaggiore fue el "Statuta Ferrarie" escrito por Regimbaldo de Santa María en Palazzolo en 955. El 1800 fue para Portomaggiore "El siglo de los ferrocarriles" porque en 1884 fue terminado el ferrocarril Ferrara-Rávena-Rímini y en 1884 el Portomaggiore-Bolonia. En este período Portomaggiore fue llamada "La capital de las huelgas" porque mucha gente de Portomaggiore (principalmente trabajadores agrícolas) protestaron por el disfrutamiento en la sierra. En la Segunda Guerra Mundial fue destruida en el 75 % y Portomaggiore se transforma en una ciudad muy pobre. Actualmente en Portomaggiore hay alrededor de 13 000 habitantes y una economía basada en su agricultura y la artesanía.

## Clima
El clima de Portomaggiore es mediterráneo continentalizado pero no tiene las características típicas del clima mediterráneo sino del clima continental templado. La precipitaciones están casi ausentes desde marzo hasta agosto y son abundantes en septiembre y octubre.

## Demografía
| Gráfica de evolución demográfica de Portomaggiore entre 1861 y 2001 |
|                                                                     |
| Fuente ISTAT - elaboración gráfica de Wikipedia                     |